# Julius Hüniken (Forstmann)
Wilhelm Julius Hüniken, unter Hinzufügung des Besitznamens auch Hüniken-Kaarz (* 17. April 1878 in Doberan; † 29. April 1975 in Wohltorf) war Besitzer des mecklenburgischen Forstgutes und Schlosses Kaarz und als Rittergutsbesitzer Mitglied des Altmecklenburgischen Landtages.

## Leben
Julius Hüniken besuchte von 1894 bis 1896 das Friderico-Francisceum; unter den Abiturienten findet man ihn jedoch weder dort noch anderswo in Mecklenburg. Nach dem Tod von Julius Hüniken (dem Älteren) im Oktober 1891 kam es stiftungsgemäß zu einem Losentscheid unter seinen Erben über die Verwaltung der Güter im Familienfideikommiss, bei dem das Stammgut Kaarz dem jüngeren Julius Hüniken (zu dieser Zeit noch unmündig und vertreten durch seine Vormünder) zufiel. Im Juli 1902 konnte er selbständig die Verwaltung von Kaarz übernehmen. Er ließ Umbauten im Schloss Kaarz durchführen, den Park in einen englischen Landschaftspark umgestalten. Unter ihm bestand das fast 1000 ha große Gut zu zwei Dritteln aus Wald- und zu einem Drittel aus Ackerflächen. 1905 gründete Hüniken den Hirschverein Brüel-Sternberg, der sich der Hege des Rotwildes in Mecklenburg verschrieb. Im Ersten Weltkrieg war Hüniken Offizier des 2. Hannoverschen Dragoner-Regiments Nr. 16 und kurzzeitig beim 2. Husaren-Regiment Nr. 19 mit Garnison in Grimma, zuletzt als Oberleutnant a. D.
Zwischen den Weltkriegen weist das Mecklenburgische Güteradressbuch für Kaarz und dem allodialen Hauptgut Weselin gesamt 819 ha aus, davon waren mittelbar 570 ha Wald.
Im Zweiten Weltkrieg nahm Hüniken Familienangehörige aus Hamburg zum Schutz vor Bombenangriffen im Schloss Kaarz auf. Bei der Besetzung durch die Rote Armee im April 1945 verblieb er im Gegensatz zu seinen Familienangehörigen zunächst in Kaarz, flüchtete nach Hausverbot, Gefängnisarrest und weiteren Demütigungen jedoch im September des Jahres in den Westen.
Er war seit 1903 verheiratet mit Hedwig, geb. von dem Knesebeck-Groß Kolborn (* 1881 in Schwerin; † 1908 Rostock).